# Sekiu
Sekiu  est une census-designated place américaine, dans l'État de Washington. 
La population était de 27 habitants en 2010.